# دونالد كلوف كاميرون
دونالد كلوف كاميرون (بالإنجليزية: Donald Clough Cameron)‏ (21 ديسمبر 1905، ديترويت في الولايات المتحدة - 17 نوفمبر 1954، نيويورك في الولايات المتحدة)؛ صحفي وروائي أمريكي.